# Прапор Сан-Томе і Принсіпі

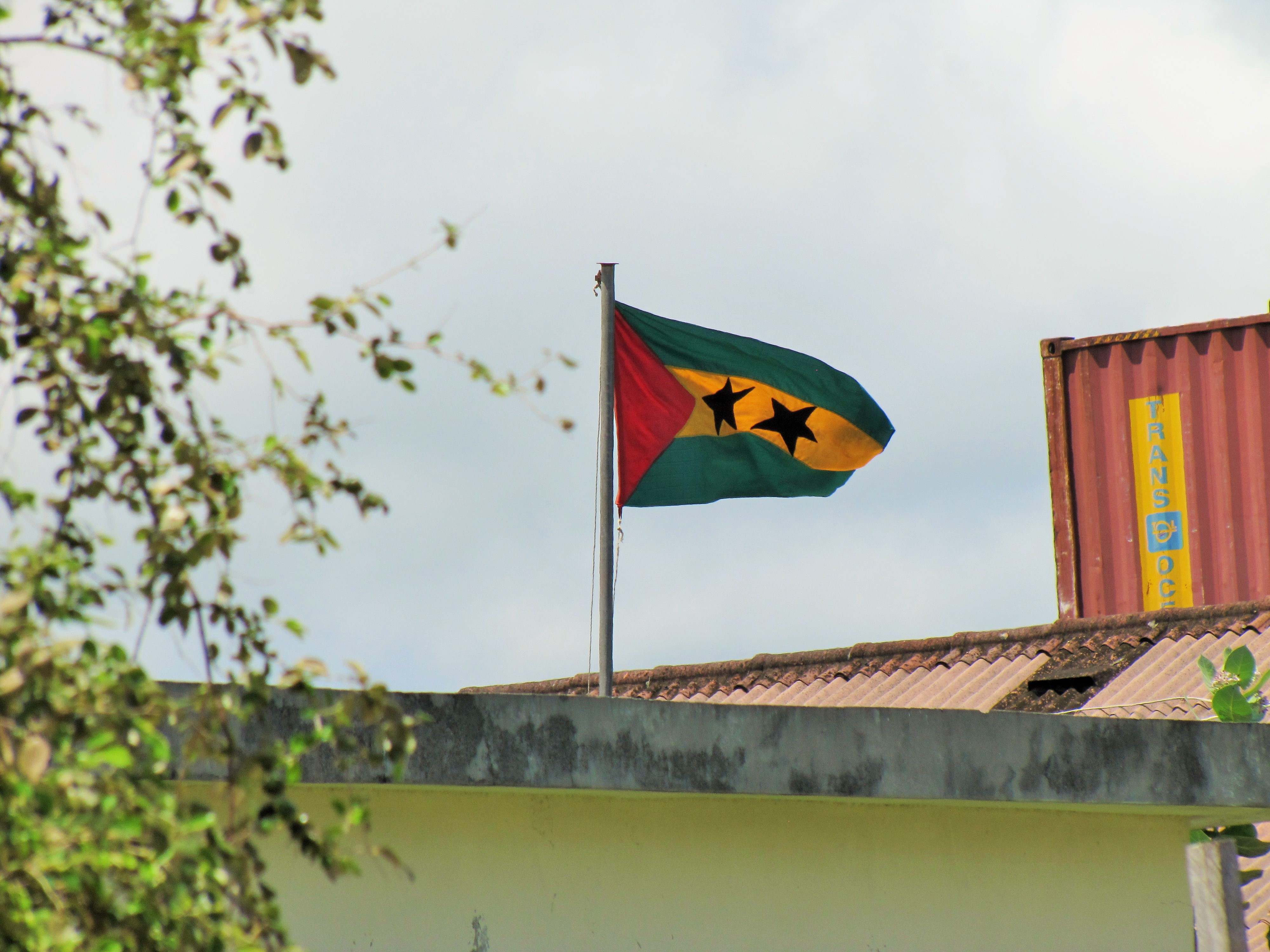
Фото прапора

Прапор Сан-Томе і Принсіпі — один з офіційних символів держави Сан-Томе і Принсіпі. Був прийнятий 5 листопада 1975 р.
Червоний трикутник символізує запеклу боротьбу за незалежність, дві чорні зірки означають два найбільші острови держави (Сан-Томе і Принсіпі). Зелений, жовтий і чорний кольори є панафриканськими.

## Історія

Прапор португальського періоду

## Прапори, запропоновані в 1974

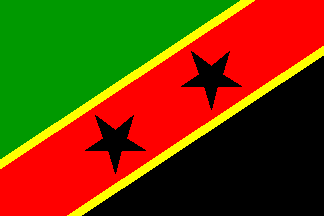
Неприйнятий варіант
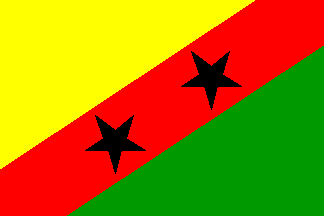
Неприйнятий варіант
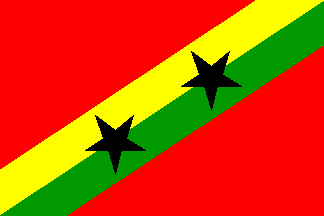
Неприйнятий варіант
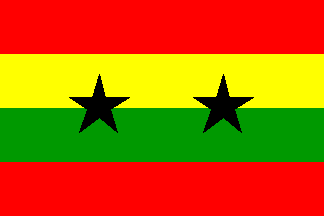
Неприйнятий варіант
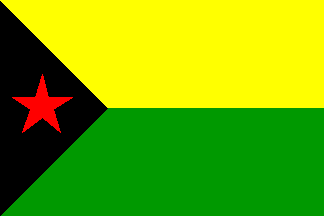
Неприйнятий варіант
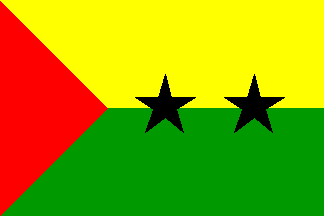
Неприйнятий варіант
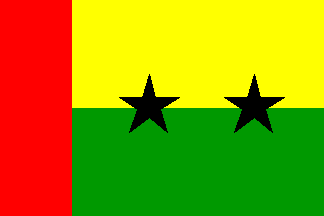
Неприйнятий варіант
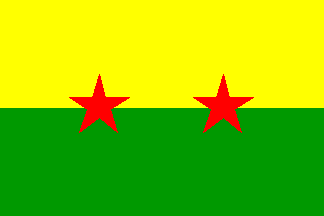
Неприйнятий варіант